# Ärvinge

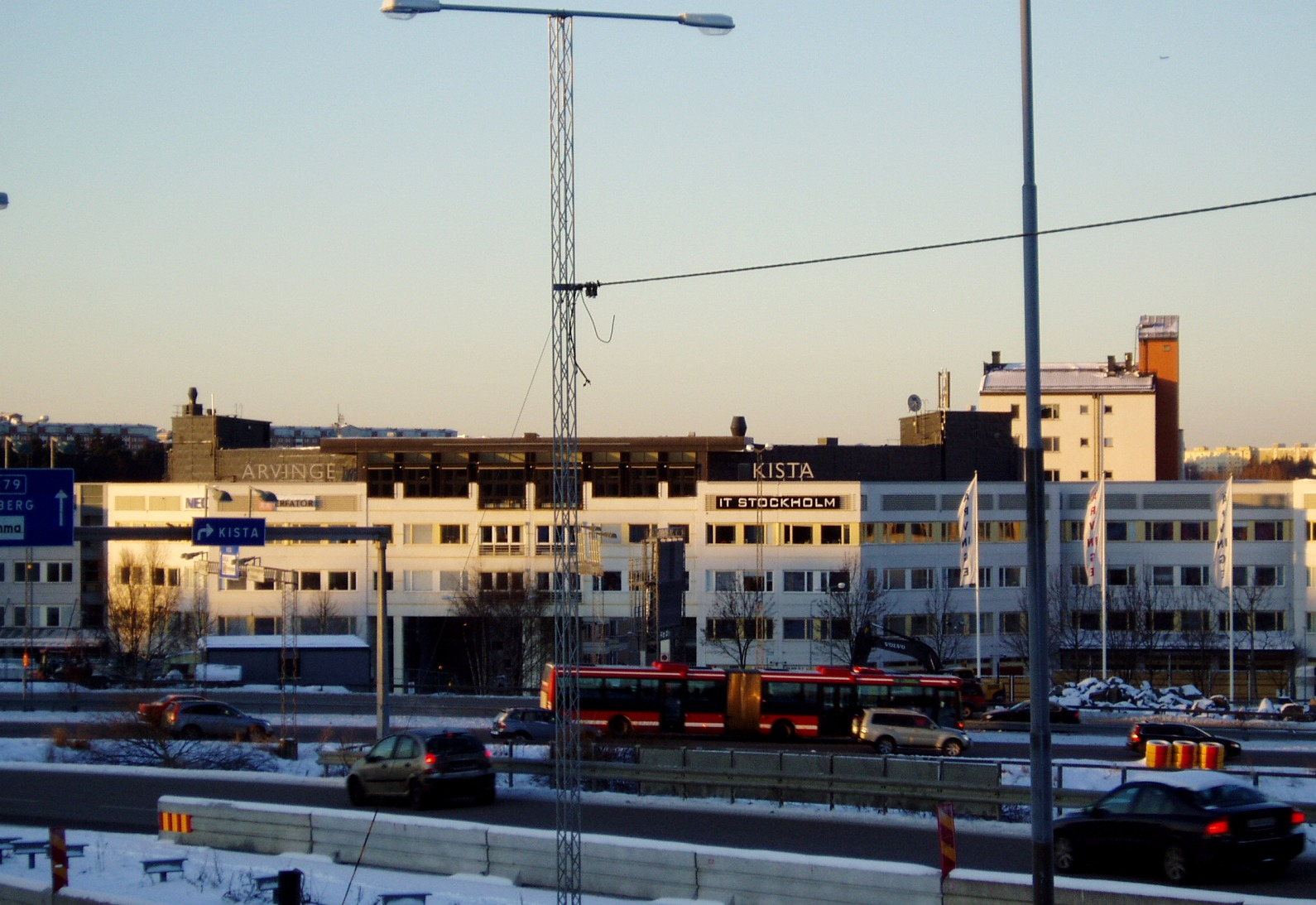
Ärvinge företagsområde.

Ärvinge är ett informellt område i södra delen av stadsdelen Kista i Västerort i den nordvästra delen av Stockholms kommun.

## Tillkomst
Ärvinge byggdes i början av 1990-talet och är en blandad bebyggelse av kontor och bostäder. Bostäderna är av typen låga "smalhus" med genomgående lägenheter med modell från de områden som byggdes i Stockholms västra och södra förorter under 1940- och 1950-talen. Majoriteten av bostäderna är hyresrätter som sedan 2019 ägs och förvaltas av HSB Stockholm. Kontorsbyggnaderna förvaltas av Atrium Ljungberg. Det finns även ett antal bostadsrätter i området. Området planerades i tätt samarbete med Polisen och har utmärkt sig för den osedvanligt låga vardagsbrottsligheten.
Linjenummer 513 åkte genom Ärvinge en mycket kort period för en lokal ringlinje, Kista Centrum - Ärvinge - Kista Centrum. Busslinjen förekom på initiativ från lokala organ i Kista.
Kontorsbebyggelsen är placerad närmast genomfartslederna Hanstavägen-Kymlingelänken och utgör ett bullerskydd för bostäderna. I söder gränsar Ärvinge till Igelbäcken och Järvafältet.

## Gator och torg
Gatorna i Ärvinge är, med undantag för Ärvingevägen (namngiven efter områdets namn) och Igelbäcksgatan (namngiven efter den närliggande Igelbäcken), namngivna efter platser i Danmark.

## Framtida spårväg
Enligt de planer som för närvarande är under arbete kommer Ärvinge att få en hållplats på Tvärbanans gren till Kista och Helenelund. 